# Кюрике II
Кюрике II (арм. Կյուրիկե Բ, † 1089) иногда как Гурген II (арм. Գուրգեն Բ) — третий царь Ташир-Дзорагетского царства (царство Лори) (1048—1089) из династии Кюрикидов , младшей ветви армянской царской династии Багратидов.

## Биография

### Происхождение
Кюрике (Гурген) II был сыном и преемником царя Ташир-Дзорагета Давида I Безземельного (989—1048) и сестры царя Кахетии Квирике III Великого. Его брат, Гагик, впоследствии стал царем Кахетинского царства (1029—1058).

### Правление
Взошел на трон после смерти отца в 1048 году. Воспринимался Византией как союзник в борьбе против сельджуков и по этому пользовался её симпатией и поддержкой. От византийцев Кюрике получил право чеканить собственные монеты.
В 1064 году был вынужден признать вассальную зависимость от султана Алп-Арслана после начала похода сельджуков на северную Армению и Грузию, дабы сохранить своё государство и уберечь его от разграбления сельджуками.
Известно также, что в 1065 году грузинский царь Баграт IV, под предлогом переговоров о выдаче своей племянницы, дочери Кюрике II, за Алп-Арслана, захватил Кюрике и его брата Смбата и вынудил их сдать ему Самшвилде — столицу Ташир-Дзорагета и ряд крепостей, что способствовало резкому ослаблению царства.
В том же году Кюрике перенес столицу царства из Самшвилде в город Лоре.
Активно участвовал в важных событиях внутренней жизни Армении. В надежде снова вернуть католикосат Армянской церкви в историческую столицу Армении - Ани, в 1081 году способствовал возведению в Ахпатском монастыре ширакского епископа Барсеха I Анийского в католикосы.
Для сохранения полунезависимого статуса своего государства в 1088 году Кюрике посетил Хорасан и был хорошо встречен новым сельджукским султаном Мелик-шахом.

Однако в конечном счете эта поездка не уберегла страну от сельджукских нападений и грабежа которые впоследствии привели Ташир-Дзорагетское царство в упадок.
Кюрике II умер в 1089 году его преемниками стали сыновья, Давид и Абас.

## Семья
Дети:
- Давид II — царь Ташир-Дзорагета[9]
- Абас I — царь Ташир Дзорагета[9]
- Дочь по имени Русудан, жена царя Грузии Давида IV Багратиона и мать Деметре I

## Внешние ссылки
- (англ.) Foundation for Medieval Genealogy: «Armenia — E. Kings of Lorhi and Aghbania»